# Saint-Mars-de-Coutais

Localització de Saint-Mars-de-Coutais

Saint-Mars-de-Coutais (en bretó Sant-Marzh-ar-C'hoad, en gal·ló Saent-Mar-de-Costt) és un municipi francès, situat a la regió de país del Loira, al departament de Loira Atlàntic, que històricament ha format part de la Bretanya. L'any 2006 tenia 2.404 habitants. Limita amb els municipis de Saint-Léger-les-Vignes, Bouaye, Saint-Philbert-de-Grand-Lieu, Saint-Lumine-de-Coutais, Machecoul, Saint-Même-le-Tenu, Sainte-Pazanne i Port-Saint-Père.

## Demografia
| 1962                                       | 1968  | 1975  | 1982  | 1990  | 1999  |
| ------------------------------------------ | ----- | ----- | ----- | ----- | ----- |
| 1.277                                      | 1.231 | 1.266 | 1.518 | 1.744 | 1.858 |
| Des de 1962: població sense dobles comptes |       |       |       |       |       |

## Administració
| Període | Identitat     | Partit |
| ------- | ------------- | ------ |
| 2008-   | Jean Charrier |        |